# Dům čp. 177 (Štramberk)
Dům čp. 177 stojí na ulici Zauličí ve Štramberku v okrese Nový Jičín. Roubený dům byl postaven v první polovině 19. století. Ministerstvem kultury České republiky byl prohlášen za kulturní památku ČR roce 1995 a je součástí městské památkové rezervace.

## Historie
Podle urbáře z roku 1558 bylo na náměstí postaveno původně 22 domů s dřevěným podloubím, kterým bylo přiznáno šenkovní právo a sedm usedlých na předměstí. Uprostřed náměstí stál pivovar. V roce 1614 je uváděno 28 hospodářů, fara, kostel, škola a za hradbami 19 domů. Za panování jezuitů bylo v roce 1656 uváděno 53 domů. První zděný dům čp. 10 byl postaven na náměstí v roce 1799. V roce 1855 postihl Štramberk požár, při němž shořelo na 40 domů a dvě stodoly. V třicátých letech 19. století stálo nedaleko náměstí ještě dvanáct dřevěných domů.
Původní roubený dům čp. 177 byl postaven v první polovině 19. století. V průběhu let byl několikrát opravován, na začátku 21. století dům prošel generální opravou, kdy byly nahrazeny veškeré vadné části novými z přitesaných trámů. Objekt je příkladem původní předměstské zástavby ve Štramberku.

## Stavební podoba
Dům je přízemní roubená stavba dvou křídel obdélníkového půdorysu. Jižní část je dvojdílná, na ni je kolmo napojeno křídlo. Dům je postaven na vysoké kamenné podezdívce, která vyrovnává svahovou nerovnost, je podsklepená, sklepní prostor je zaklenut plochými plackami. Štítové průčelí obrácené k jihu je dvouosé, západní je částečně vyzděné jednoosé. Štíty jsou svisle bedněné se dvěma okny a podlomenicí v patě štítu. Střecha je sedlová s podlomením, krytá tzv. kanadským šindelem.